# Mirosława Sarna
Mirosława Kazimiera Sarna (nazwisko panieńskie Sałacińska, ur. 8 czerwca 1942 w Łodzi) – polska lekkoatletka, mistrzyni Europy.

## Kariera
Startowała w sprincie, skoku w dal i pięcioboju. Była uczestniczką igrzysk olimpijskich w Meksyku (1968), gdzie zajęła 5. miejsce w skoku w dal, a także wystąpiła w sztafecie 4 × 100 metrów, która odpadła w półfinale wskutek zgubienia pałeczki.
Dwukrotnie brała udział w mistrzostwach Europy. W Budapeszcie (1966) startowała w pięcioboju (zajęła 15. miejsce). W Atenach (1969) odniosła swój największy sukces sportowy zdobywając złoty medal w skoku w dal i bijąc swój rekord życiowy (6,49 m). Była także piąta w sztafecie 4 × 100 metrów, a w biegu na 100 metrów odpadła w półfinale.
Zdobyła także dwa brązowe medale halowych mistrzostw Europy w skoku w dal: w Wiedniu (1970) i Rotterdamie (1973). W Wiedniu w 1970 była także piąta w biegu na 60 metrów. Rok wcześniej, podczas europejskich igrzysk halowych w Belgradzie (1969) zajęła 5. miejsce w skoku w dal.
Była dwukrotną srebrną medalistką uniwersjad w sztafecie 4 × 100 metrów: w 1961 w Sofii i w 1965 w Budapeszcie.
Zdobyła osiem tytułów mistrzyni Polski:
- bieg na 200 metrów: 1967 i 1969
- skok w dal: 1964, 1968, 1969 i 1973
- sztafeta 4 × 100 metrów: 1963
- pięciobój: 1966

Zwyciężyła w skoku w dal podczas halowych mistrzostw Polski w 1973.
Rekordy życiowe:
- bieg na 100 metrów – 11,5 s
- bieg na 200 metrów – 23,5 s
- skok w dal – 6,49 m (stadion) / 6,54 m (hala)
- skok wzwyż – 1,71 m
- pięciobój – 4733 pkt.

Zajęła 3. miejsce w Plebiscycie Przeglądu Sportowego 1969. Przez główną część swojej kariery była zawodniczką klubu Budowlani Kielce.
Była trenerką w kieleckim klubie lekkoatletycznym.